# Barrera arquitectónica

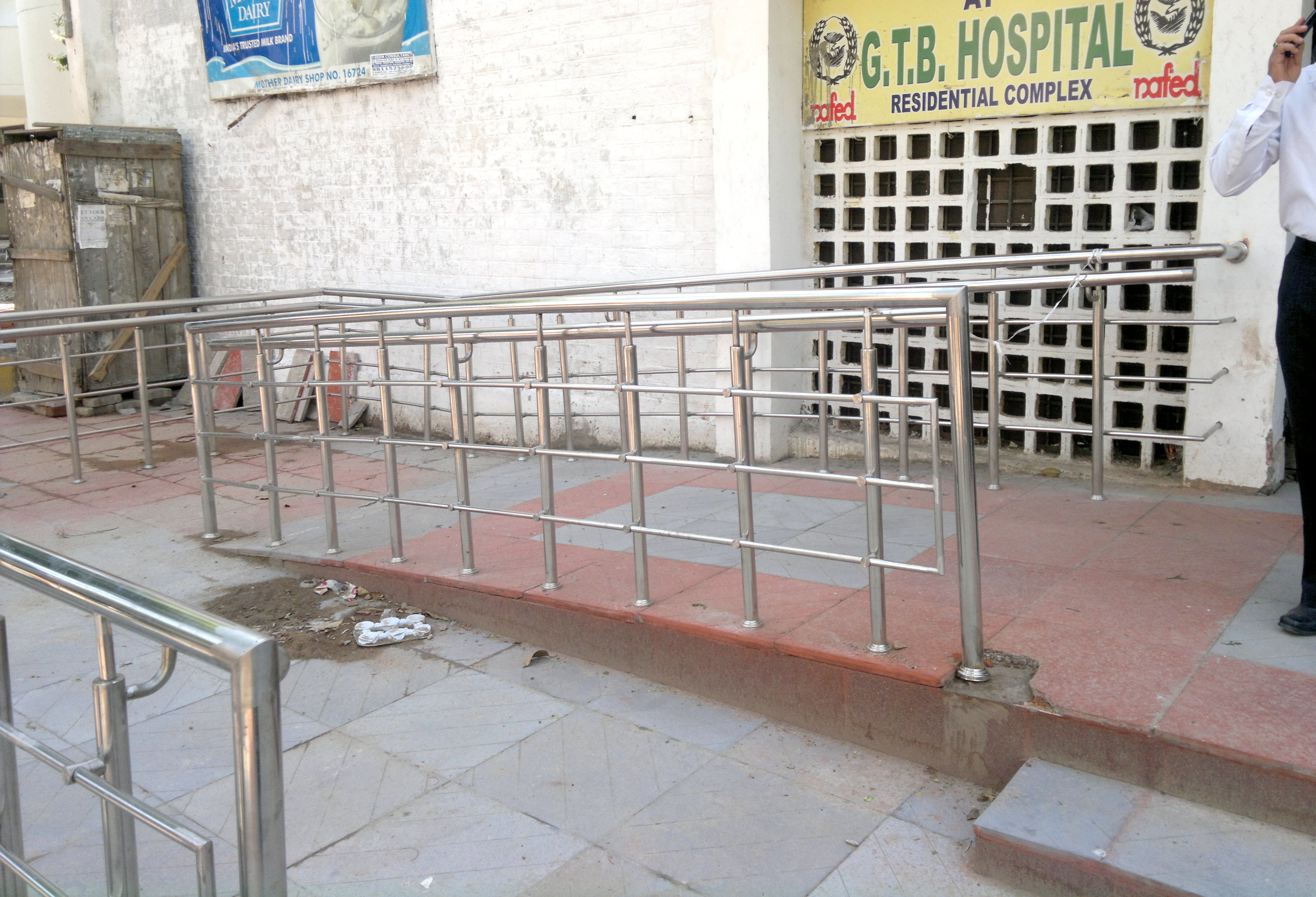
Entrada accesible a un edificio.

En el ámbito de la arquitectura y el urbanismo, se denomina barrera arquitectónica a aquellos obstáculos físicos que impiden que personas con movilidad reducida (PMR) u otras discapacidades puedan llegar, acceder o moverse por un espacio urbano, un edificio o una parte de él. Se trata del tipo más conocido de barrera de accesibilidad, ya que está presente en el medio físico y es la que resulta más evidente a la sociedad. Las barreras arquitectónicas no solo dificultan o impiden la libre movilidad a las personas con discapacidad, sino también a otros grupos como las personas mayores, personas convalecientes o a las mujeres embarazadas.
Por ejemplo, los bordillos de las aceras son barreras arquitectónicas, ya que impiden que las personas con sillas de ruedas puedan desplazarse fácilmente por las ciudades. También lo son las escaleras sin un recorrido alternativo mediante rampas o ascensores. Existen otro tipo de barreras como las aceras excesivamente estrechas o mobiliario urbano dispuesto de forma que estorba la movilidad.

## Barreras arquitectónicas por países
En España, la Ley General de derechos de las personas con discapacidad y de su inclusión social (
Real Decreto Legislativo 1/2013, de 29 de noviembre, que refunda una ley de 2003) establece la obligatoriedad de eliminar las barreras arquitectónicas en el entorno urbano, las edificaciones y el transporte público para el año 2017, siempre que las obras necesarias sean «ajustes razonables».
Desde el año 2008, vulnerar las normas de accesibilidad o igualdad de oportunidades podrá acarrear multas de hasta un millón de euros. Las personas con discapacidad, sus familias y representantes legales, así como las organizaciones representativas y asociaciones en las que se integran, pueden denunciar tales vulneraciones en Inspecciones provinciales de Trabajo y Seguridad Social, Juzgados de guardia y Oficina de Denuncias de Accesibilidad y Ayudas Técnicas (ODAT).
Existen diversas asociaciones u organismos que tratan de promover la eliminación de este tipo de barreras de accesibilidad, como la ONCE y el IMSERSO. También hay que destacar el trabajo realizado por asociaciones de carácter regional y local como es el caso de Disminuidos Físicos de Aragón (DFA), que fundada en 1976 ha logrado mediar en la integración laboral de 5000 personas con discapacidad. En el año 2002 recibió el premio Reina Sofía de Rehabilitación e Integración y la Cruz de Plata de la Orden Civil a la Solidaridad Social. En 2006 celebró su 30 aniversario y recibió la Medalla de Oro al Mérito en el Trabajo.
En España la pendiente máxima de las rampas está fijada por las normas nacionales, autonómicos y locales en un 12%, aunque hay muchos casos de incumplimiento incluso en servicios públicos de concesión administrativa como los estancos . Tales barreras son "uno de los grandes fracasos de la política española de atención a las personas con discapacidad", según el último informe de la máxima representación de estas, CERMI, que durante 2008 denunció a más de 50 establecimientos de uso público como los anteriormente señalados.
En la República Argentina, en 1994 se sanciona y promulga, la Ley n.º 24.314, que trata sobre la «Accesibilidad de personas con movilidad reducida». En el «Capítulo IV: Accesibilidad al medio físico», en sus artículos 20, 21, 22, se trata la supresión de barreras físicas en los ámbitos urbanos, arquitectónicos, y el transporte público.